# منزفیلد هالو استیت پارک
منزفیلد هالو استیت پارک (به انگلیسی: Mansfield Hollow State Park) یک منطقهٔ مسکونی در ایالات متحده آمریکا است که در کنتیکت واقع شده‌است.